# Kollegiatstift Wurzen

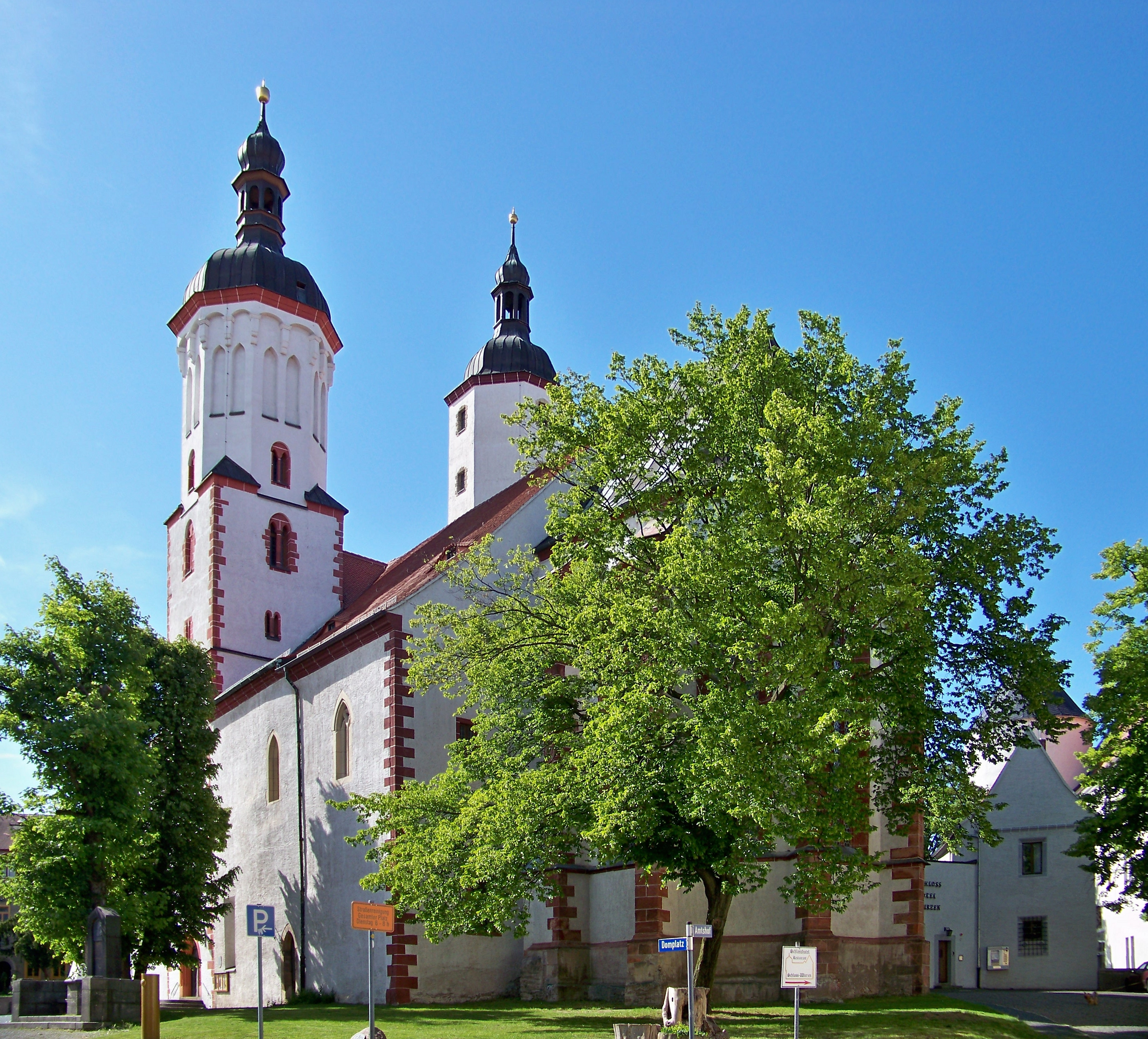
Stiftsdom St. Marien

Das Kollegiatstift Wurzen ist ein Kollegiatstift in der sächsischen Stadt Wurzen. Es wurde 1114 von Bischof Herwig von Meißen gegründet und besteht seit der Reformation als lutherisches Stift (Domkapitel). Mitglieder sind lutherische Laien und Geistliche. Bis zum Ende des Königreichs Sachsen 1918 entsandte das Stift Vertreter in die I. Kammer des Sächsischen Landtags.

## Geschichte

### Vor der Reformation
Herwig von Meißen stattete das Stift bei seiner Gründung mit Einkünften aus dem Burgwart Pouch, dem Zoll zu Wurzen und verschiedenen Grundstücken aus. Das Stift gehörte dem Hochstift Meißen, dem weltlichen Besitz des Bistums Meißen. Zentrales Bauwerk der Gemeinschaft der Säkularkanoniker wurde der im gleichen Jahr geweihte Dom St. Marien Wurzen, der im Laufe der Jahre mehrfach erheblich umgebaut und durch Anbauten erweitert wurde.
Das Stift verwaltete bis 1581 das Archidiakonat Wurzen, das sich als westlicher Teil des Bistums Meißen von Jeßnitz und Pouch bei Bitterfeld im Norden bis Colditz und Geringswalde im Süden erstreckte. Die Grenze zwischen dem Bistum Meißen und dem benachbarten Bistum Merseburg bildete die Mulde.

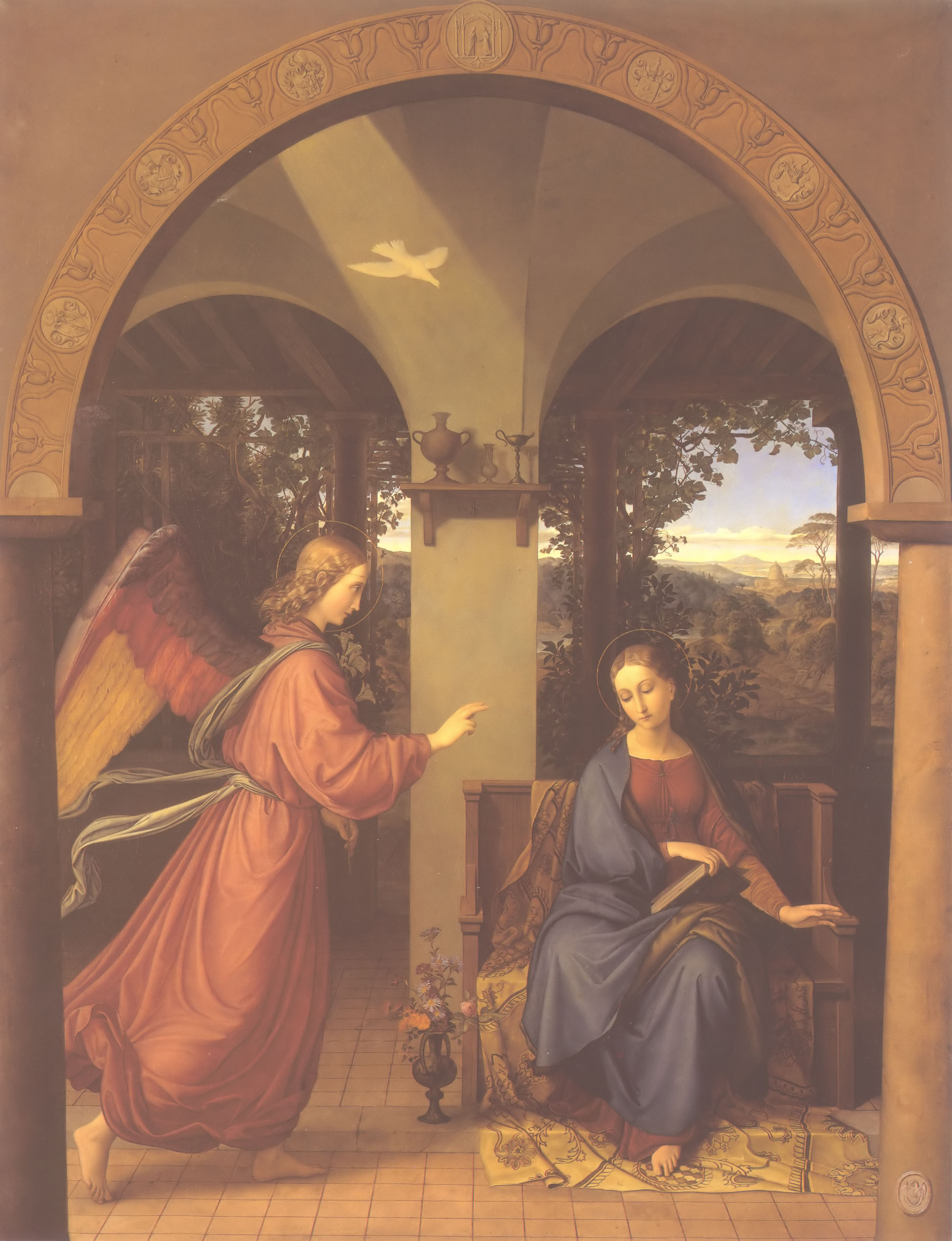
Altarbild im Dom, Auftragsarbeit von 1820 des Domdechanten Immanuel Christian Leberecht von Ampach

Als der Bischof die von Johann Friedrich I. geforderte Türkensteuer nicht zahlen wollte, weil er nicht mehr zum  Landtag zugelassen wurde, nahm Johann Friedrich 1542 die Wurzener Fehde zum Anlass, in die Befugnisse des Stifts einzugreifen. Vordergründig ging es in dieser Auseinandersetzung zwischen dem ernestinischen und albertinischen Teil des Sachsens um die Eintreibung der Türkensteuer und um die Verwendung von Steuergeldern des gemeinsam verwalteten Stiftsgebiets. Herzog Moritz, der selbst eine rigorose Machtpolitik betrieb, rückte schon dem ungeliebten Vetter mit einer Streitmacht entgegen, der Konflikt wurde jedoch durch die Schlichtung des Landgrafen Philipp von Hessen mit Unterstützung Luthers unblutig beigelegt. Dabei wurde die Reformation durchgesetzt.

### Nach der Reformation
Nach der Reformation wurde das Stift als lutherisches Domkapitel geführt. Der Stifts-Regierungsrat, Domherr in Naumburg und Dechant des Stiftskapitels Immanuel Christian Leberecht von Ampach spendete dem Wurzener Dom 1820 als Auftragsarbeit das Altarbild Verkündigung, gemalt von Julius Schnorr von Carolsfeld.
Zu den Deputierten des Stifts im Landtag zählten unter anderem
- der Dichter, Romanist, Domherr und Dechant Johann Georg Keil (1833/1834)
- der Jurist und Rittergutsbesitzer Gustav Heinrich Freiherr von Biedermann (mehrfach zwischen 1837/1837 und 1862)
- der Domherr und Dechant Hennig Albert von Stammer (1870 bis 1884)
- der Unternehmer Paul Wäntig (1911/1912)
- zuletzt Johann Friedrich Kretzschmar (1917/1918).

### Patrimonialgericht
Das Domkapitel verfügte über eine eigene Gerichtsbarkeit, die nach dem Ende des HRR zur Patrimonialgerichtsbarkeit wurde. Ab den 1840er Jahren bemühte sich die Regierung des Königreichs Sachsen, die Patrimonialgerichtsbarkeit aufzuheben und staatlichen Gerichten zu übertragen. Am 5. April 1841 wurde hierzu das Königliche Landgericht Wurzen geschaffen, das die Gerichtsbarkeit des Domkapitels am 2. Januar 1843 teilweise übernehmen konnte. Ihm wurde die Gerichtsbarkeit über die Kapitelgemeinde Wurzen übertragen. Danach hatte das Patrimonialgericht weiter die freiwillige Gerichtsbarkeit über 19 Häuser der sogenannten Domfreiheit, über das Dorf Lüptitz, die Sonnenmühle bei Oelschütz, über sämtliche Grundstücke der Mark Lautzschen und über die als Probstwerder bezeichneten Wiesen in der Pausitzer Flur. Diese Rechte wurden am 22. Dezember 1855 vom Königlichen Landgericht Wurzen übernommen und gingen im Folgejahr auf das Gerichtsamt Wurzen über.

### Gegenwart
Das Domstift St. Marien zu Wurzen (vertreten durch das Domkapitel) ist nach seiner Verfassung von 1997 ein evangelisch-lutherisches Stift der Evangelisch-Lutherischen Landeskirche Sachsen. Stiftsherr ist der Landesbischof.
Es ist eine Körperschaft des öffentlichen Rechts und hat seinen Sitz in Wurzen.
Das Domstift dient der Erhaltung des Doms und der Sicherstellung des evangelisch-lutherischen Gottesdienstes im Dom.